# 假馬齒莧
假馬齒莧（学名：Bacopa monnieri），又名過長沙、百克爬草，原生于亚洲的印度、中国、越南等亚热带地区，具匍匐莖及白色小花。起初，它在池塘邊駐足，並不起眼，但它最後會像綠色的地毯般鋪滿整個池塘。它天生愛水，而且非常硬朗，能適應深水或淺水環境，甚至可以在淡盐水环境生长，但最喜愛的還是緩緩的河流。
假马齿苋可以作为水族箱中的水草。在印度传统中作为治疗癫痫和哮喘的草药，但有毒。在越南传统食品中作为煮粥的添加物。

## 形态
假馬齒莧属匍匐草本，无毛，略呈肉质。茎长，节可生长出根。叶对生，无叶柄，呈矩圆状倒披针形，长8-20毫米，顶端圆钝，全缘，极少有齿。花单生叶腋，花梗长0.5-3.5厘米；花萼下有一对条形小苞片；萼片有5枚，完全分开生长，呈覆瓦状排列，前后两枚较宽，呈卵状披针形，其余3枚呈披针形至条形，长约5毫米；花冠钟状，蓝色、紫色或白色，长8-10毫米，2个呈不明显唇形，上唇2个裂片，下唇3个裂片；雄蕊有4枚；果呈卵状锥形，短于宿存的萼，室间2裂；种子呈椭圆状锥形，呈黄棕色有光泽，表面有纵条棱状。

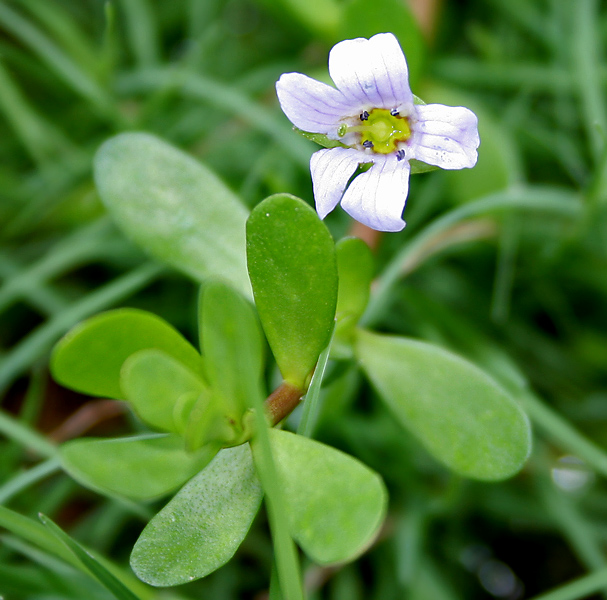
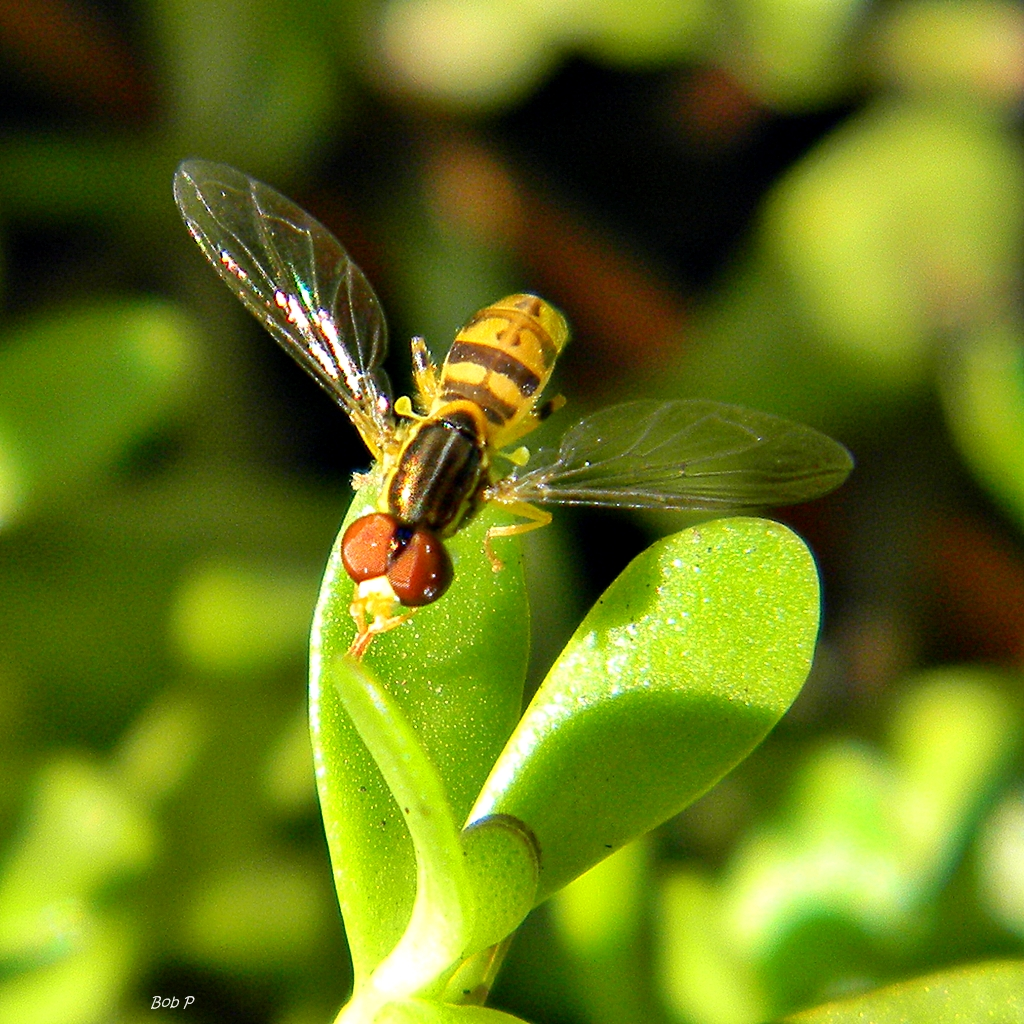
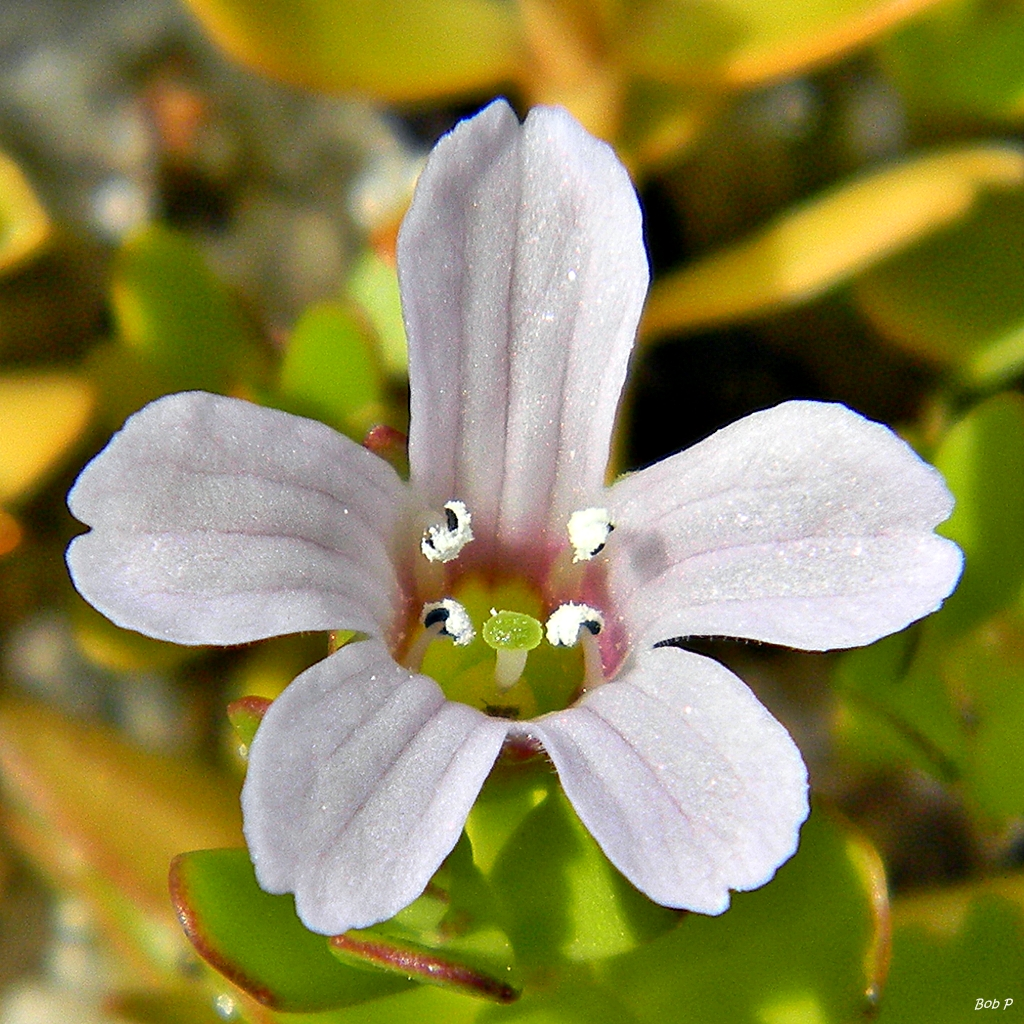

## 分布
分布于台湾、福建、广东、云南；热带广布。生水边及沙滩湿地。